# 최원수
최원수(崔遠壽, 1912년 ~ 1987년 7월 18일)는 대한민국의 정치인이다. 제2대 국회의원을 지냈다.
호는 목설(木雲). 일본 리쓰메이칸 대학(일본어: 立命館大学)을 2년 다니고 중퇴하였다. 영일군수를 역임하였다.

## 역대 선거 결과
|  | 15.25% |

|  | 22.78% |

|  | 19.87% |

|  | 16.24% |

|  | 16.84% |

|  | 26.36% |

|  | 18.70% |

|  | 36.13% |

## 참고 자료
- 최원수 - 대한민국헌정회